# HIJJAS建筑事物所
Hijjas Kasturi私人有限公司，（也称为 HIJJAS建筑事务所）是一家位于马来西亚吉隆坡的建筑和规划公司。为办公室、住宅、文化、和城市领域的客户提供了城市规划、建筑设计等服务。该公司由马来西亚建筑师Hijjas Kasturi于1977年创立，以在马来西亚设计建筑而闻名。

## 著名建筑

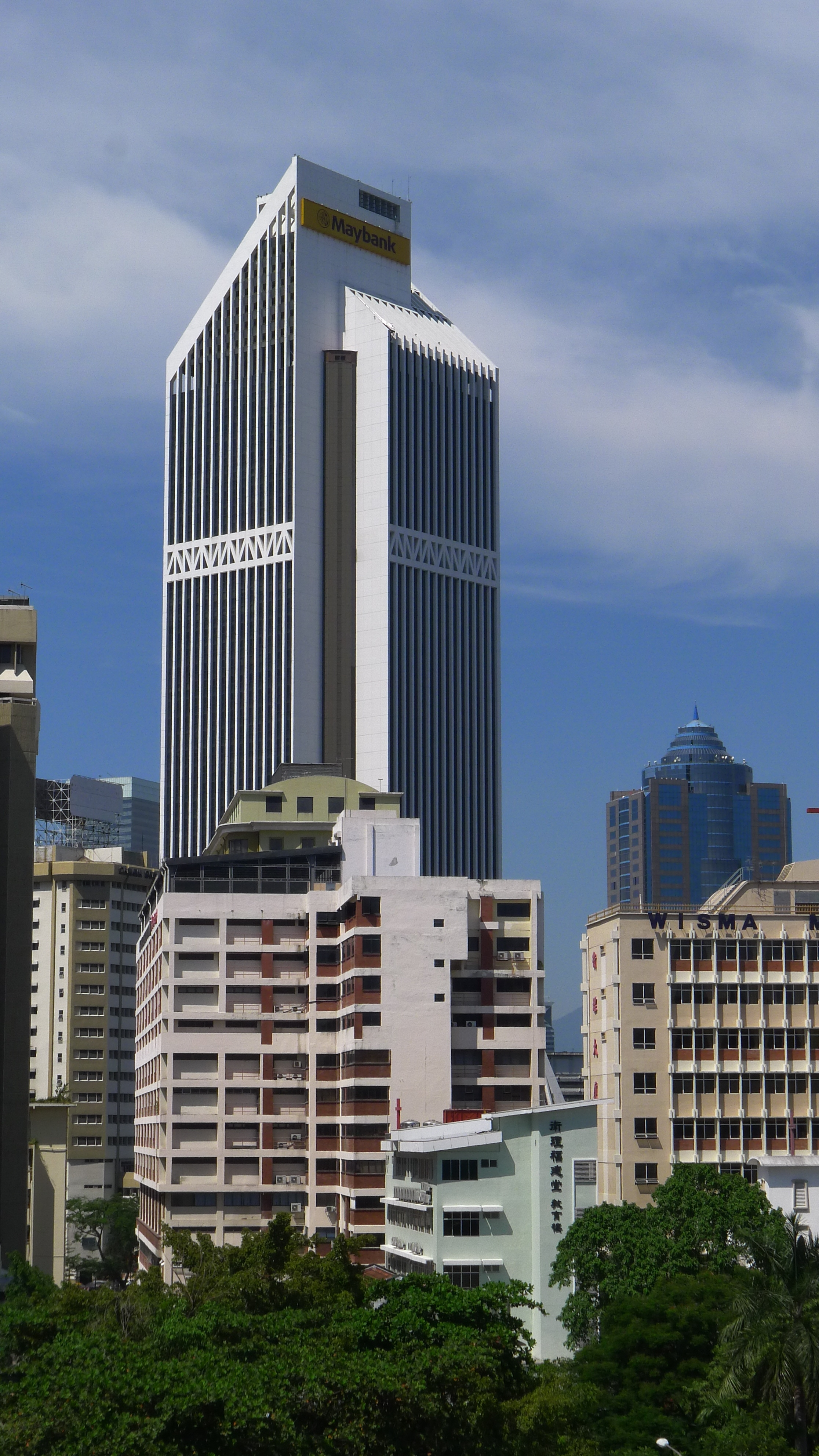
马来亚银行大厦

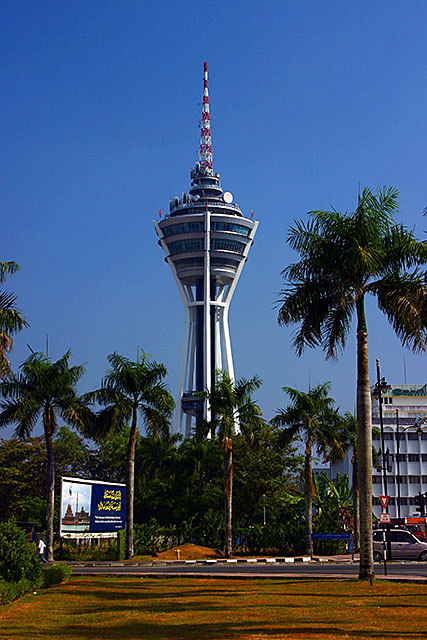
亚罗士打电讯塔

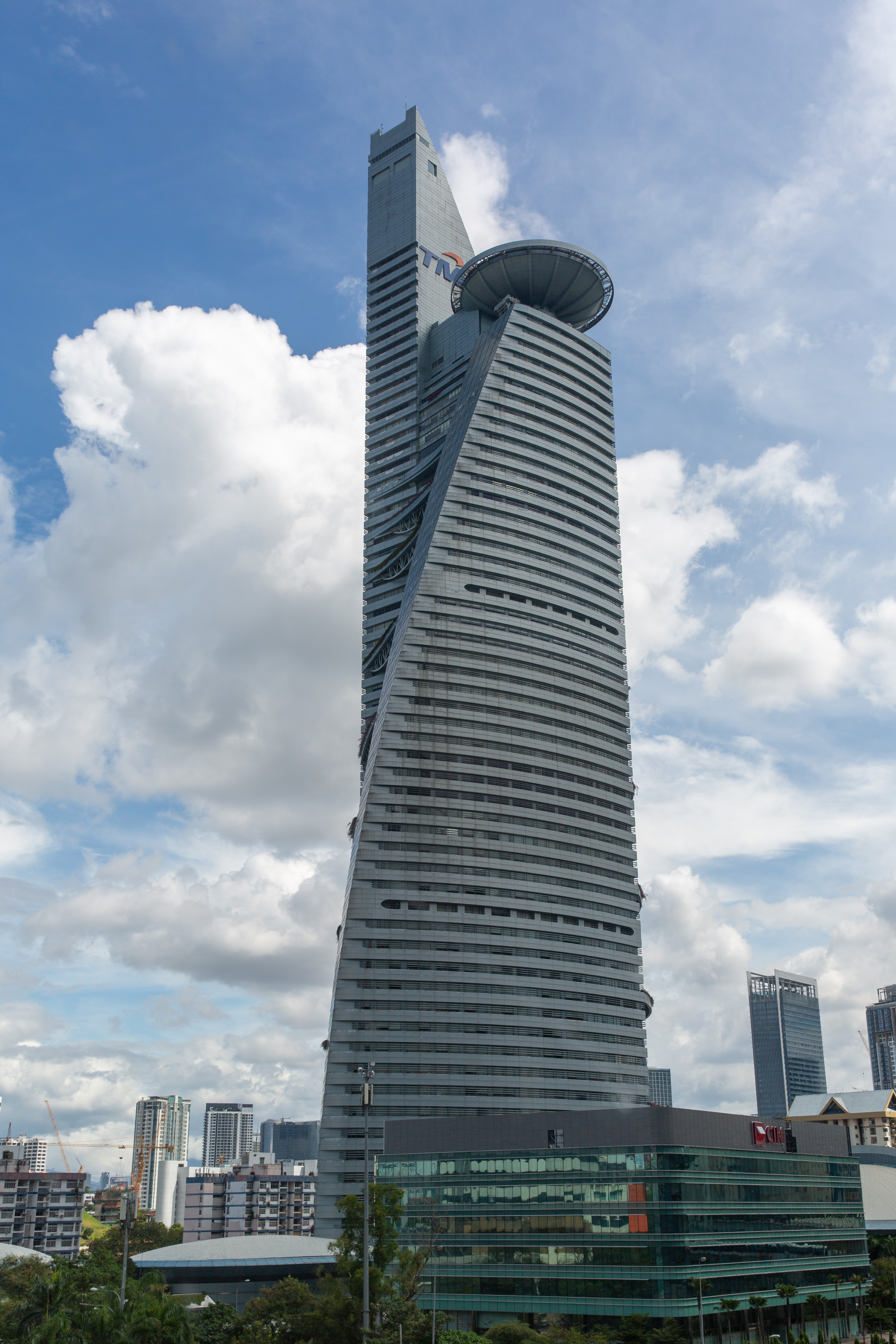
马来西亚电讯大厦

- 朝圣基金局 (1986)
- 马来亚银行大厦 (1989)

- 亚罗士打电讯塔 (1997)

- 马来西亚电讯大厦 (2002)

- 布城国际会展中心 (2003)